# Platemys platycephala
Platemys platycephala é uma espécie de cágado da família Chelidae. É a única espécie descrita para o gênero Platemys. Pode ser encontrada na Bolívia, Brasil, Equador, Peru, Colômbia, Venezuela, Guiana, Suriname e Guiana Francesa.
Duas subespécies são reconhecidas: Platemys platycephala platycephala e Platemys platycephala melanonota.